# San Lorenzo (Sevilla)
San Lorenzo es un barrio de Sevilla, España, perteneciente al distrito Casco Antiguo. Está situado en la margen izquierda del río Guadalquivir y limita al norte con el distrito Macarena. Al este limita con los barrios San Gil y Feria y al sur, con los barrios de Encarnación-Regina y San Vicente. Tiene una población estimada de 4.152 habitantes.

## Historia
Existen varias hipótesis sobre el origen del barrio. Adolf Schulten pensaba que la forma poligonal de la urbe entre las calles Alfonso XII, Lumbreras y Jesús del Gran Poder era consecuencia de que había sido trazado por primera vez por los romanos. Esto forma parte de una corriente de pensamiento que creía que todas las formas exactas en el urbanismo decimonónico eran consecuencia de lo grecorromano. Thouvenot pensaba que esa parte de la ciudad fue una zona pantanosa que no formaba parte de la ciudad romana. Leopoldo Torres Balbás pensó que esa parte de la ciudad, con líneas más rectas, podría haber sido trazada por los musulmanes almohades en el siglo XII, ya que, a veces, los territorios musulmanes más occidentales diseñaban previamente los barrios antes de construirlos, actuando entonces de forma más racionalista, inspirándose en los esquemas grecorromanos, distanciándose con ello del modelo urbanístico musulmán de las regiones orientales. También hay que tener presente que algunos barrios franceses e ingleses a partir del siglo XI se diseñaron con trazados regulares, y que esa costumbre pudo haber llegado a Sevilla con los cristianos a partir del siglo XIII.
Para Chueca Goitia, esta zona de la ciudad es fruto de las reformas urbanísticas realizadas por el asistente (alcalde) Francisco Zapata y Cisneros, conde de Barajas y mayordomo de Felipe II. Este asistente llevó a cabo reformas en esta zona de la ciudad, nivelando, terraplenando y urbanizando terrenos enfangados. Esta reforma en el siglo XVI explicaría por qué parte del centro de la ciudad tiene un trazado en forma de amasijo, propio de las ciudades islámicas, y que zonas como los barrio de San Lorenzo y San Vicente tengan calles largas y rectas similares a las castellanas, como las que pueden encontrarse en Madrid y Alcalá de Henares en los siglos XVI y XVII.

## Lugares de interés
- Plaza de San Lorenzo, en la que se ubican la iglesia de San Lorenzo, que da nombre al barrio, la basílica del Gran Poder y el monumento a Juan de Mesa.
- Alameda de Hércules, y cercana a ella la Casa de las Sirenas.
- Monasterio de San Clemente.
- Convento de Santa Clara, y en su patio la torre de don Fadrique.
- Convento de la Madre de Dios.
- Convento de Santa Ana
- Convento de la Asunción